# Kongsvinger Station
Kongsvinger Station (Kongsvinger stasjon) er en jernbanestation, der ligger i byen Kongsvinger på Kongsvingerbanen i Norge. Stationen blev åbnet sammen med banen 3. oktober 1862 med tilstedeværelse af kong Karl 4.. I 1893 blev stationen udgangspunkt for Solørbanen, der imidlertid har været ren godsbane siden 1994.
Stationsbygningen er opført i schweizerstil af Günther Schüssler, en tilflyttet tysker, der også opførte andre vigtige bygninger i byen. Arkitekterne var i lighed med de øvrige stationer på Kongsvingerbanen Heinrich Ernst Schirmer og Wilhelm von Hanno. Stationsbygningen har ventesal, mens billetsalget er overgået til en Narvesen-kiosk i en bygning ved siden af.
Stationen er den sidste før grænsen til Sverige, og den fungerer som endestation for NSB's lokaltog fra Asker via Oslo S. Desuden er den endestation for nogle af svenske Värmlandstrafik tog fra Karlstad og Kristinehamn mandag-fredag. I weekenderne betjenes den af Tågkompaniets tog mellem Oslo S og Karlstad (- Örebro). Endelig stopper SJ’s fjerntog mellem Oslo og Stockholm i Kongsvinger.
Alle busser i Kongsvinger kommune stopper ved stationen, og der går busser til blandt andet Elverum og Arvika.
Stationen har et stort område til omlæsning af tømmer i Norsenga. I 2010 var den Norges største tømmerterminal målt i transportvolumen med 430.000 kubikmeter.